# Meteor (kanadische Automarke)
Meteor war eine kanadische Automarke. Die Ford Motor Company of Canada aus Oakville vertrieb von 1948 bis 1961 und von 1963 bis 1976 Fahrzeuge dieser Marke ausschließlich in Kanada.

## Beschreibung

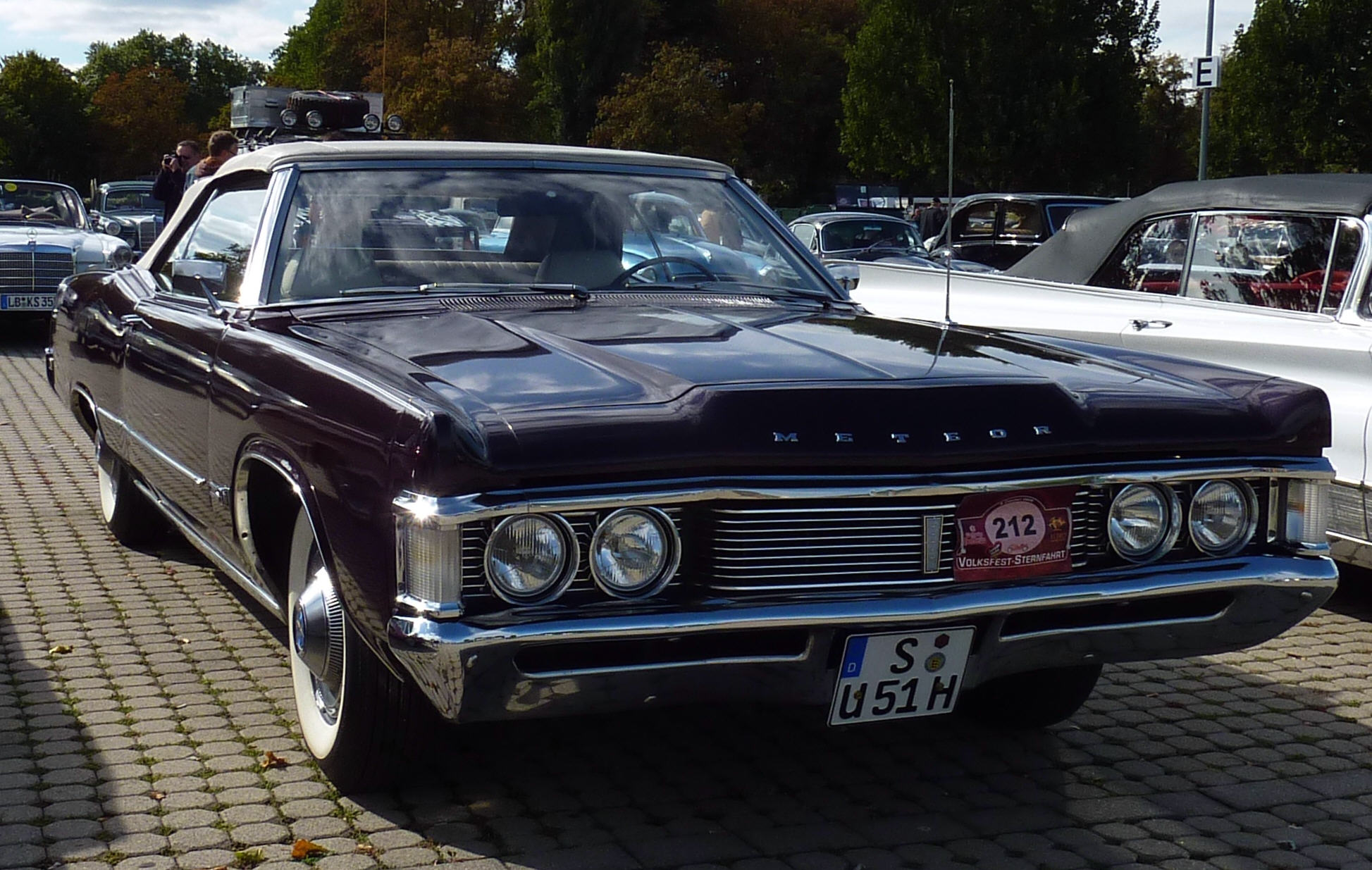
Meteor

Um den kanadischen Mercury-Händlern die Möglichkeit zu geben, auch preiswertere Modelle anzubieten, rief Ford Kanada im Sommer 1948 die über diese Händler vertriebene Marke Meteor ins Leben. Bei diesen Wagen handelte es sich anfangs um Ford-Ausführungen, die in der Regel Mercury-spezifischen Chromschmuck und Designelemente im Stil der Marke aufwiesen. Umgekehrt verkauften die dortigen Ford-Händler von 1946 bis 1961 auch abgewandelte Mercury-Wagen unter der Marke Monarch.

## Modelljahre 1948–1961
Da die kanadischen Ford-Händler seit 1946 den im Mercury-Preissegment befindlichen Monarch verkauften, verlangten die Mercury-Händler für sich selbst nach einem preiswerteren Wagen der Ford-Klasse. 

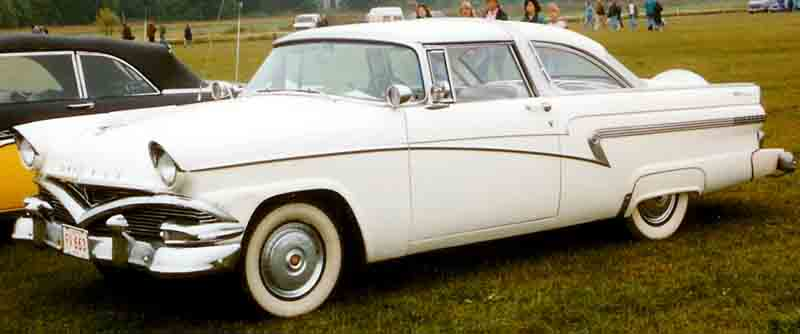
Meteor Rideau Crown Victoria 1956, abgeleitet vom Ford Crown Victoria

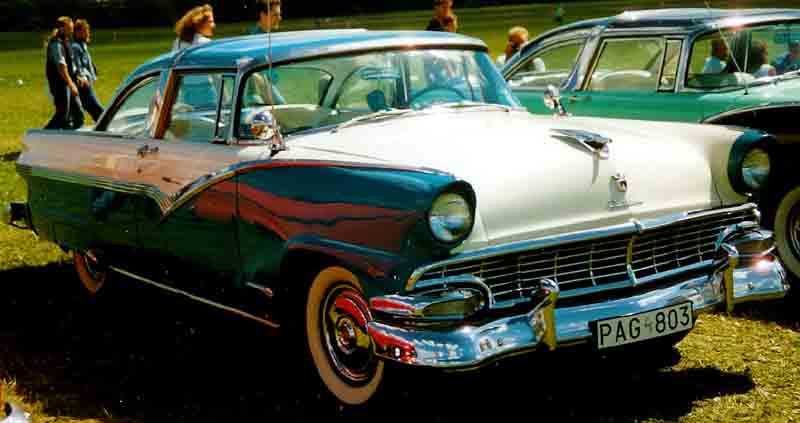
Zum Vergleich: US-Ford Crown Victoria 1956

Diesen erhielten sie ab Sommer 1948 in Gestalt des Meteor. Dabei handelte es sich um eine Abwandlung des neuen Ford des Modelljahres 1949 mit Mercury-Grill, angetrieben von einem 3,9-Liter-V8 und lieferbar als Coupé und Limousine in den Ausstattungsstufen DeLuxe und Custom. Im ersten Jahr wurden 23.027 Meteor verkauft (was 41 % der Gesamtproduktion von Ford Kanada ausmachte).
In der Folge wurde der Meteor bis einschließlich Modelljahr 1961 beibehalten, wobei die Modelle stets auf den aktuellen Ford-Wagen basierten und sich von diesen in Optik, Modellstaffelung, teils auch in Motorisierung und in der Innenraumgestaltung leicht unterschieden. Die Modellbezeichnungen lauteten:
- DeLuxe und Custom (Modelljahre 1949–1951)
- Mainline, Customline und Victoria (1952–1953)
- Meteor, Niagara (300) (bis 1959), Rideau (500) (1954–1961)
- Montcalm (1958–1961)

| Modelljahr | Produktionszahl | Anmerkung |
| ---------- | --------------- | --------- |
| 1949       | 23.027          |           |
| 1950       | 26.075          |           |
| 1951       | 23.138          |           |
| 1952       | 24.246          |           |
| 1953       | 37.073          |           |
| 1954       | 25.885          |           |
| 1955       | 36.643          |           |
| 1956       | 32.000          | etwa      |
| 1957       | 29.379          |           |
| 1958       | 26.543          |           |
| 1959       | 33.000          | etwa      |
| 1960       | 32.000          | etwa      |
| 1961       | 29.919          |           |
| Gesamt     | 378.463         |           |

## Modelljahre 1962/63

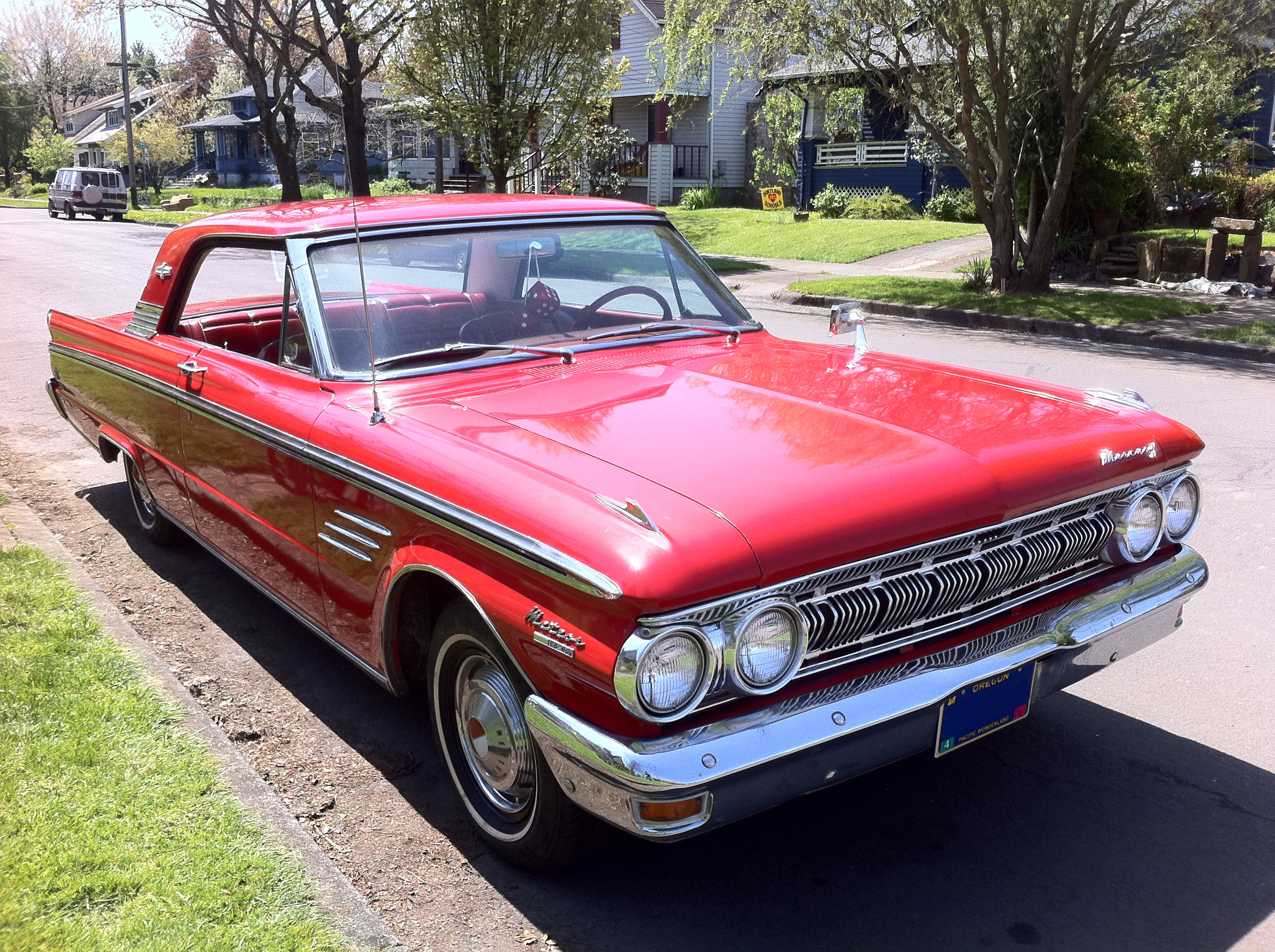
Mercury Meteor 1963

In diesen beiden Jahren gab es auf Basis des neuen Ford Fairlane in den USA den Mercury Meteor, der auch in Kanada verkauft wurde. Damit entfiel die Notwendigkeit, den Meteor in der bisherigen Form im Angebot zu behalten und dessen Produktion wurde eingestellt.

## Modelljahre 1964–1976

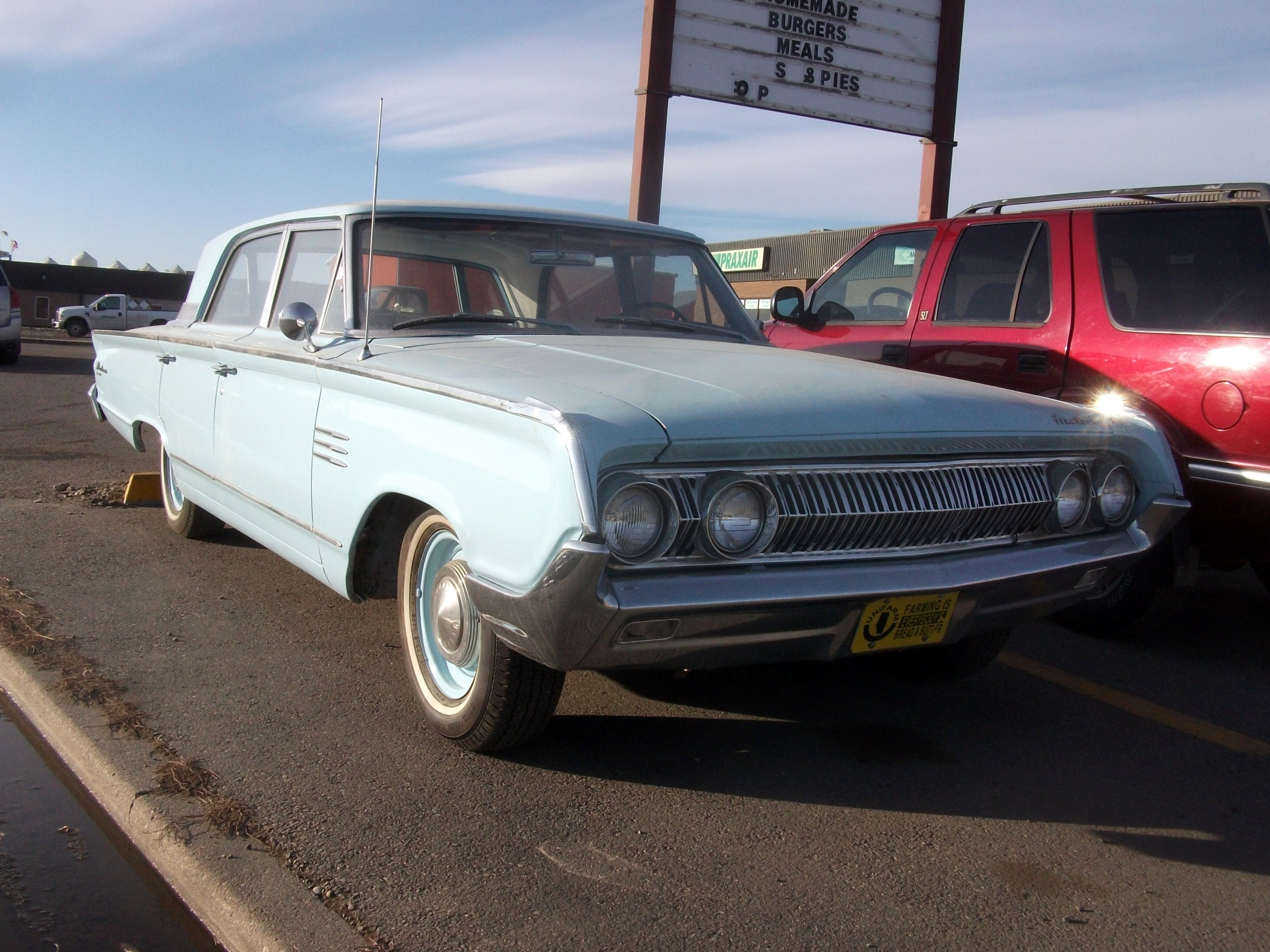
Der Meteor von 1964 basiert auf dem großen Mercury-Modell

Nach der Einstellung des Mercury Meteor, der ersatzlos gestrichen wurde, nahm Ford Kanada wiederum den Bau eines eigenen Meteor auf, der von nun an allerdings auf den US-amerikanischen Mercury-Modellen der full size-Klasse basierte. Unterschiede zu den Mercury-Modellen beschränkten sich zumeist auf Grill und Chromteile, das Interieur und, bis 1969, die Verwendung eines Sechszylinders als Basismotor. Die Modelle trugen folgende Bezeichnungen:
- Meteor und Custom (1964)
- Rideau, Rideau 500 und Montcalm (1965–1976)
- Montego (1967)
- LeMoyne (1968–1970)

| Modelljahr | Produktionszahl | Anmerkung      |
| ---------- | --------------- | -------------- |
| 1964       | 26.066          |                |
| 1965       | 37.637          |                |
| 1966       | 31.500          | etwa           |
| 1967       | 25.896          |                |
| 1968       | 28.924          |                |
| 1969       | 20.474          |                |
| 1970       | 16.249          |                |
| 1971       | 16.150          | Neuzulassungen |
| 1972       | 14.459          | Neuzulassungen |
| 1973       | 14.514          | Neuzulassungen |
| 1974       | 11.164          |                |
| 1975       | 12.200          | etwa           |
| 1976       | 4.632           |                |
| Gesamt     | 255.000         | etwa           |

## Modelljahre 1977–1981
Nach dem Modelljahr 1976 wurde Meteor als eigenständige Marke aufgegeben. Dafür wurde von Herbst 1976 bis Sommer 1981 ein Kanada-eigener Mercury Meteor als ausstattungsmäßig abgespeckte Variante des Mercury Marquis verkauft, zu dem es in den USA kein Gegenstück gab.